# サイレント映画
サイレント映画（サイレントえいが）は、音声・音響、特に俳優の語るセリフが入っていない映画のことである。

## 概要
無声映画（むせいえいが、無聲映畫）とも呼び、対概念はトーキー（発声映画）である。サイレント映画のフィルムには音声トラックが存在しないが、トーキーフィルム登場後に音声トラックに劇伴を収録したサイレント映画を「サウンド版」、さらに日本では活動弁士による解説も収録したサウンド版を「解説版」と呼ぶ。このように、映画はもともとサイレントであったので、サイレント映画という呼称はレトロニムである。
19世紀後期の映画の発明以降の約40年間、1927年（昭和2年）に世界初のトーキー『ジャズ・シンガー』が発表・実用化されるまで、商業的に世界各国で製作・公開されていた映画は殆どがサイレント映画であった。サイレント期の劇映画は、パントマイム演技とカットタイトルの字幕によるセリフ・ト書きで表現する芸術であったが、日本では、各常設活動館（現在の映画館）に常駐した活動弁士による生の解説に負うところが大きかった。
日本では、1930年代前半（昭和初期）にトーキーに移行し始めたが、剣戟映画を中心に1938年（昭和13年）まではサウンド版を含めたサイレント映画が製作・公開されていた。
また、トーキー・サウンド版定着初期はトーキー・サウンド版作品を上映できる設備がまだ整っていない映画館も多く、その映画館向けにトーキー・サウンド版作品を無声映画仕様に編集して上映していた。

## 歴史

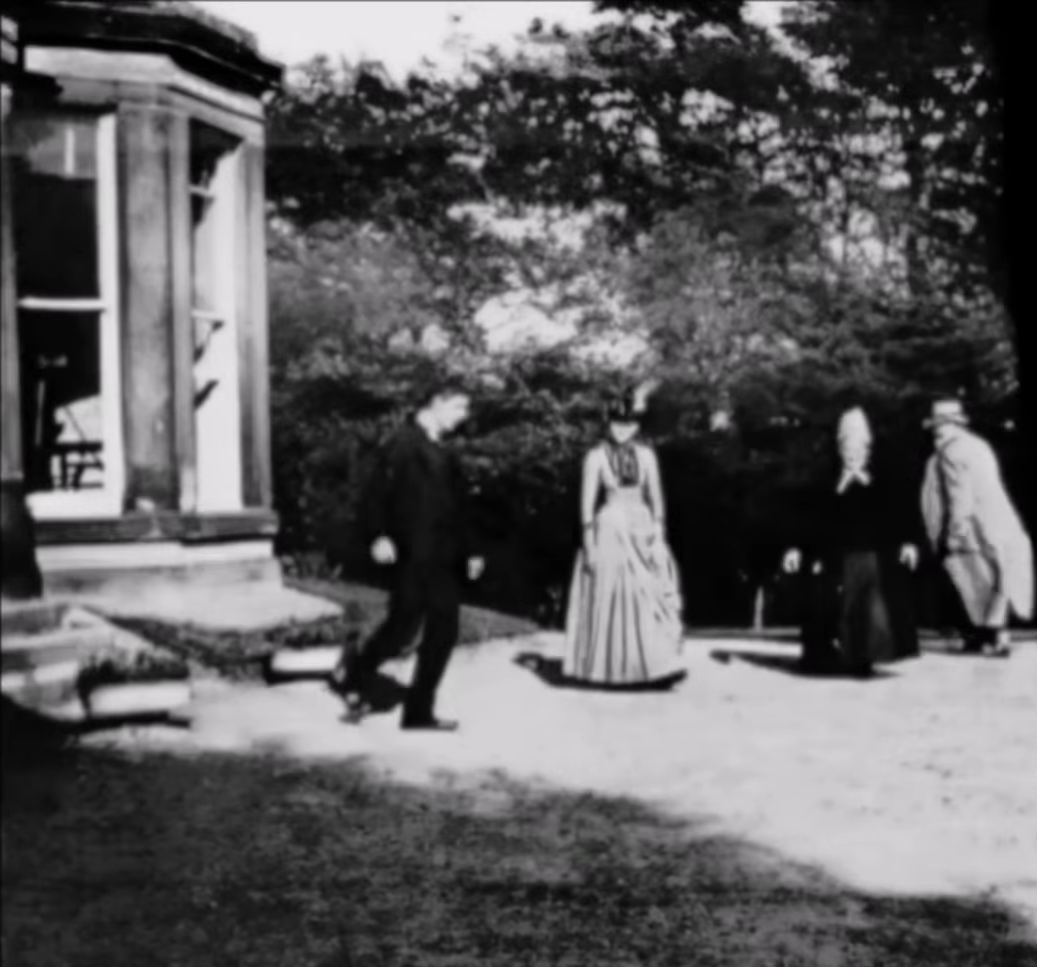
ギネス世界記録が認定した世界初の映画『ラウンドヘイ・ガーデン・シーン』（1888年）の1カット。

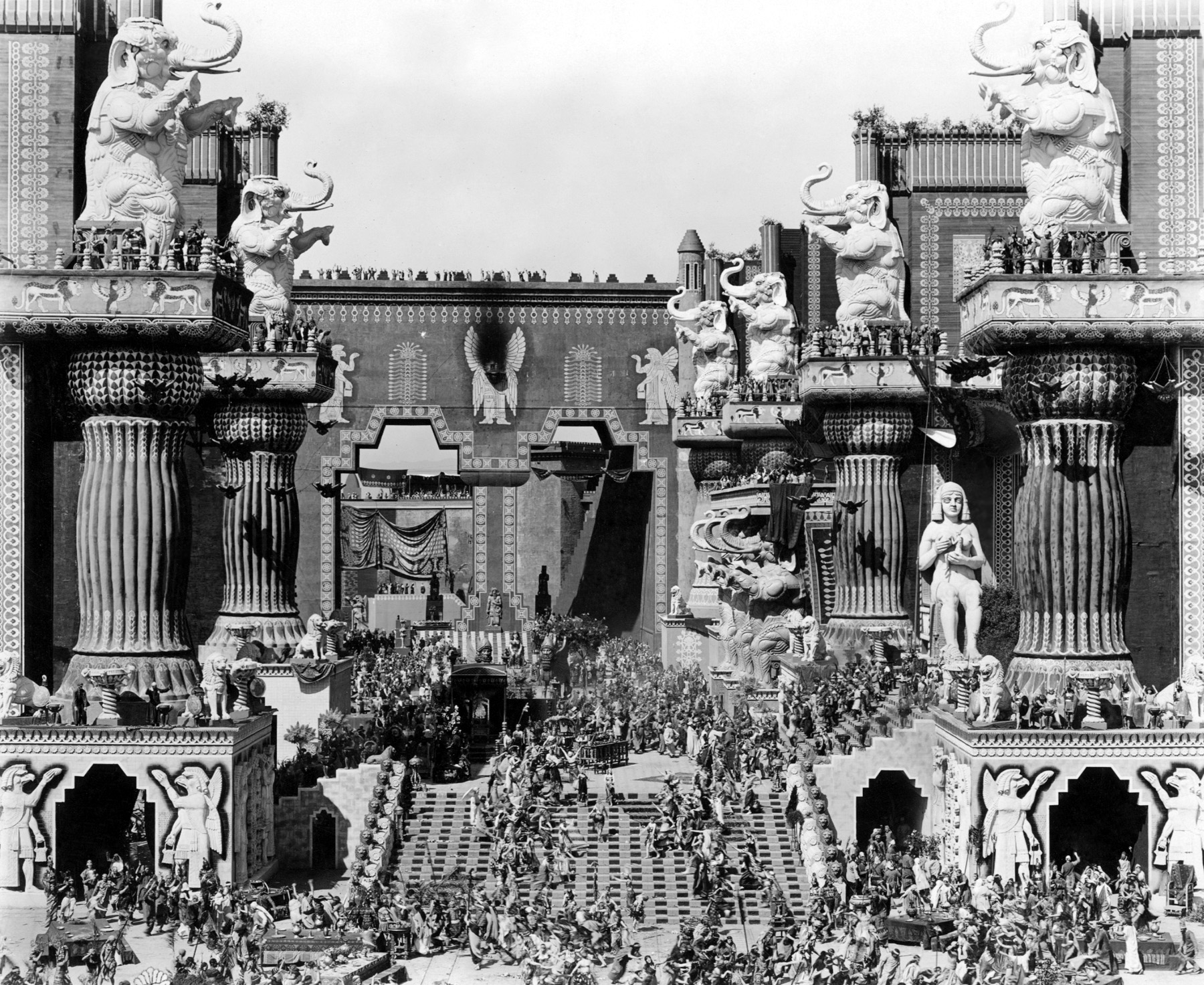
巨大なセットが組まれた『イントレランス』（1916年）。

世界最初の映画は、1888年（明治21年）にルイ・ル・プランスが生み出した。オークウッド・グランジ庭園を歩き回る人々を撮影した上映時間2秒の作品で、タイトルは『ラウンドヘイ・ガーデン・シーン（ラウンドヘイの庭の場面）』（Roundhay Garden Scene）である。モーション・ピクチャー（活動写真）の芸術・技術は、「サイレント期」と呼ばれる時代に全面的に成熟し、その後1920年代末に、発声映画（トーキー）にとって替わった。多くの映画学者らは、新しく到来した「トーキー」に監督や俳優、スタッフたちが適応するまでの数年間、映画の美的クォリティは減少したと指摘している。
サイレント映画の映像美、とりわけ1920年代に製作された作品のクォリティは極めて高度である。しかしながら、一般には、原始的なものであり現代人の鑑賞に堪える代物ではないとの誤解が広く存在する。誤った速度で映写されるなどの技術的エラー（サイレント映画標準の16fpsで撮影されているにもかかわらず24fpsで映写される等）や、オリジナルプリントの消失による質の低いデューププリントやフィルム断片しか現存していないなどの保存状態の悪さに由来する誤解である。
1927年（昭和2年）に世界初の長編商業トーキーとされる『ジャズ・シンガー』が出現するまでは、ほとんどがサイレント映画であった。音声がないという制約から様々な映画的テクニックが開発され、それは現代の映画にも引き継がれている。登場人物のせりふは字幕を挿入することで表現したが、俳優の演技は大袈裟なものにならざるを得なかった。
上映に際してはオーケストラやバンドによる音楽伴奏が付くことが多かった。日本では、上映中の映画の進行に合わせて、その内容を解説する活動弁士（活弁士）が活躍し、徳川夢声のような人気弁士も現れた。
トーキーが実用化されてからは、サイレント映画に音楽のサウンドトラックを付加したものが上映され、これをサウンド版という。トーキー以後の時代にも、サイレント映画（多くは厳密にはサウンド版）として製作された作品も存在する。ジャック・タチ、メル・ブルックス、アキ・カウリスマキらが、「その後のサイレント映画」を監督した映画作家である。

## おもなサイレント映画

### 外国映画
- 月世界旅行（1902年、フランス、ジョルジュ・メリエス監督）
- 大列車強盗（1903年、アメリカ、エドウィン・S・ポーター監督）
- アントニーとクレオパトラ（1913年、イタリア、エンリコ・ガッツォーニ監督）
- カビリア（1914年、イタリア、ジョヴァンニ・ペストローネ（イタリア語版）監督）
- レ・ヴァンピール 吸血ギャング団（1915年、フランス、ルイ・フイヤード監督）
- 國民の創生（1915年、アメリカ、D・W・グリフィス監督）
- チート（1915年、アメリカ、セシル・B・デミル監督）
- イントレランス（1916年、アメリカ、D・W・グリフィス監督）
- 散り行く花（1919年、アメリカ、D・W・グリフィス監督）
- カリガリ博士（1919年、ドイツ、ロベルト・ヴィーネ監督）
- 東への道（1920年、アメリカ、D・W・グリフィス監督）
- 霊魂の不滅（1921年、スウェーデン、ヴィクトル・シェストレム監督・主演）
- キッド（1921年、アメリカ、チャールズ・チャップリン監督・主演）
- 愚なる妻（1922年、アメリカ、エリッヒ・フォン・シュトロハイム監督）
- 吸血鬼ノスフェラトゥ（1922年、ドイツ、F・W・ムルナウ監督）
- ドクトル・マブゼ（1922年、ドイツ、フリッツ・ラング監督）
- 鉄路の白薔薇（1923年、フランス、アベル・ガンス監督）
- ロイドの要心無用（1923年、アメリカ、フレッド・ニューメイヤー&サム・テイラー（英語版）監督）
- 幌馬車（1923年、アメリカ、ジェームズ・クルーズ（英語版）監督）
- 十誡（1923年、アメリカ、セシル・B・デミル監督）
- アイアン・ホース（1924年、アメリカ、ジョン・フォード監督）
- 幕間（英語版）（1924年、フランス、ルネ・クレール監督）
- 結婚哲学（1924年、アメリカ、エルンスト・ルビッチ監督）
- グリード（1924年、アメリカ、エリッヒ・フォン・シュトロハイム監督）
- 最後の人（1924年、ドイツ、F・W・ムルナウ監督）
- ニーベルンゲン（1924年、ドイツ、フリッツ・ラング監督）
- バグダッドの盗賊（1924年、アメリカ、ラオール・ウォルシュ監督）
- キートンの探偵学入門（1924年、アメリカ、バスター・キートン監督・主演）
- 黄金狂時代（1925年、アメリカ、チャーリー・チャップリン監督・主演）
- オペラの怪人（1925年、アメリカ、ルパート・ジュリアン監督）
- ビッグ・パレード（1925年、アメリカ、キング・ヴィダー監督）
- 戦艦ポチョムキン（1925年、ソ連、セルゲイ・エイゼンシュテイン監督）
- ベン・ハー（1925年、アメリカ、フレッド・ニブロ監督）
- 喜びなき街（1925年、ドイツ、ゲオルク・ヴィルヘルム・パープスト監督）
- 母（1926年、ソ連、フセヴォロド・プドフキン監督）
- 肉体と悪魔（1926年、アメリカ、クラレンス・ブラウン監督）
- キートンの大列車追跡（1926年、アメリカ、バスター・キートン監督・主演）
- ナポレオン（1927年、フランス、アベル・ガンス監督）
- アッシャー家の末裔（1927年、フランス、ジャン・エプスタン監督）
- 女優ナナ（フランス語版）（1927年、フランス、ジャン・ルノワール監督）
- 暗黒街（1927年、アメリカ、ジョセフ・フォン・スタンバーグ監督）
- つばさ（1927年、アメリカ、ウィリアム・A・ウェルマン監督）
- 第七天国（1927年、アメリカ、フランク・ボーゼイジ監督）
- サンライズ（1927年、アメリカ、F・W・ムルナウ監督）
- メトロポリス（1927年、ドイツ、フリッツ・ラング監督）
- 群衆（1928年、アメリカ、キング・ヴィダー監督）
- 風（1928年、アメリカ、ヴィクトル・シェストレム監督）
- 裁かるゝジャンヌ（1928年、フランス、カール・テオドール・ドライヤー監督）
- アンダルシアの犬（1928年、フランス、ルイス・ブニュエル監督）
- 紐育の波止場（1928年、アメリカ、ジョセフ・フォン・スタンバーグ監督）
- パンドラの箱（1929年、ドイツ、ゲオルク・ヴィルヘルム・パープスト監督）
- カメラを持った男（1929年、ソ連、ジガ・ヴェルトフ監督）
- 大地（1930年、ソ連、オレクサンドル・ドヴジェンコ監督）
- 街の灯（1931年、アメリカ、チャーリー・チャップリン監督・主演）※サウンド版

### 日本映画
- 生の輝き（1918年、帰山教正監督）※現存せず
- 路上の霊魂（1921年、村田実監督）
- 京屋襟店（1923年、田中栄三監督）※現存せず
- 逆流（1924年、二川文太郎監督）
- 雄呂血（1925年、二川文太郎監督）
- 村の先生（1925年、島津保次郎監督）※現存せず
- 狂つた一頁（1926年、衣笠貞之助監督）
- 狂恋の女師匠（1926年、溝口健二監督）※現存せず
- 足にさはつた女（1926年、阿部豊監督）※現存せず
- 長恨（1926年、伊藤大輔監督）
- 忠次旅日記（1927年、伊藤大輔監督）
- からくり娘（1927年、五所平之助監督）※現存せず
- 新版大岡政談（1928年、伊藤大輔監督）
- 血煙高田馬場（1928年、伊藤大輔監督）
- 忠魂義烈 実録忠臣蔵（1928年、牧野省三監督）
- 浪人街（1928年、マキノ雅弘監督）※現存せず
- 村の花嫁（1928年、五所平之助監督）※現存せず
- 十字路（1928年、衣笠貞之助監督）
- 生ける人形（1929年、内田吐夢監督）※現存せず
- 斬人斬馬剣（1929年、伊藤大輔監督）
- 首の座（1929年、マキノ雅弘監督）※現存せず
- 何が彼女をさうさせたか（1930年、鈴木重吉監督）
- 仇討選手（1931年、内田吐夢監督）※現存せず
- 大人の見る繪本 生れてはみたけれど（1932年、小津安二郎監督）
- 磯の源太 抱寝の長脇差（1932年、山中貞雄監督）※現存せず
- 國士無双（1932年、伊丹万作監督）
- 盤嶽の一生（1933年、山中貞雄監督）※現存せず
- 恋の花咲く 伊豆の踊子（1933年、五所平之助監督）
- 滝の白糸（1933年、溝口健二監督）
- 夜ごとの夢（1933年、成瀬巳喜男監督）
- 浮草物語（1934年、小津安二郎監督）
- 子宝騒動（1935年、斎藤寅次郎監督）

### トーキー以降
- ぼくの伯父さんの休暇（1953年、フランス、ジャック・タチ監督）
- メル・ブルックスのサイレント・ムービー（1976年、アメリカ、メル・ブルックス監督）
- クレイジー・ナッツ 早く起きてよ（英語版）（1998年、アメリカ、アイリス・イリオプロス監督）
- 白い花びら（1999年、フィンランド、アキ・カウリスマキ監督）
- アーティスト（2011年、フランス、ミシェル・アザナヴィシウス監督）
- ブランカニエベス（2012年、スペイン・フランス、パブロ・ベルヘル監督）
- 草原の実験（2014年、ロシア、アレクサンドル・コット監督）
- レッドタートル ある島の物語（2016年、フランス・日本、マイケル・デュドク・ドゥ・ヴィット監督）
- Away（英語版）（2019年、ラトビア、ギンツ・ジルバロディス監督）
- エンジェルサイン（2019年、日本、北条司監督）
- 幾多の北（2021年、日本、山村浩二監督）

## おもな監督
Category:サイレント映画の監督

### 海外の監督
- ジョルジュ・メリエス（1861–1938）
- D・W・グリフィス（1875–1948）
- ヴィクトル・シェストレム（1879–1960）
- マック・セネット（1880–1960）
- セシル・B・デミル（1881–1959）
- エリッヒ・フォン・シュトロハイム（1885–1957）
- F・W・ムルナウ（1888–1931）
- チャールズ・チャップリン（1889–1977）
- カール・テオドア・ドライヤー（1889–1968）
- アベル・ガンス（1889–1981）
- フリッツ・ラング（1890–1976）
- エルンスト・ルビッチ（1892–1947）
- フセヴォロド・プドフキン（1893–1953）
- ジョン・フォード（1894–1973）
- ジョセフ・フォン・スタンバーグ（1894–1969）
- キング・ヴィダー（1894–1982）
- バスター・キートン（1895–1966）
- ジガ・ヴェルトフ（1896–1954）
- ウィリアム・A・ウェルマン（1896–1975）
- セルゲイ・エイゼンシュテイン（1898–1948）
- レフ・クレショフ （1899–1970）

### 日本人監督
- 牧野省三（1878–1929）
- 野村芳亭（1880–1934）
- トーマス・栗原（1885–1926）
- 田中栄三（1886–1968）
- ヘンリー・小谷（1887–1972）
- 帰山教正（1893–1964）
- 村田実（1894–1937）
- 衣笠貞之助（1896–1982）
- 島津保次郎（1897–1945）
- 牛原虚彦（1897–1985）
- 溝口健二（1898–1956）
- 内田吐夢（1898–1970）
- 伊藤大輔（1898–1981）
- 伊丹万作（1900–1946）
- 五所平之助（1902–1981）
- 小津安二郎（1903–1963）
- 成瀬巳喜男（1905–1969）
- 斎藤寅次郎（1905–1982）
- 稲垣浩（1905–1980）
- マキノ雅弘 （1908–1993）
- 山中貞雄（1909–1938）

## おもな製作者
- ジョルジュ・メリエス（1861–1938）
- カール・レムリ（1867–1939）
- アドルフ・ズーカー（1873–1976）
- 牧野省三（1878–1929）：マキノ・プロダクションを主宰、「日本映画の父」。
- ジョセフ・M・シェンク（1878–1961）
- ウィリアム・フォックス（1879–1952）
- サミュエル・ゴールドウィン（1879–1974）
- ジェシー・L・ラスキー（1880–1958）
- ルイス・B・メイヤー（1884–1957）
- エーリッヒ・ポマー（1889–1966）
- B・P・シュールバーグ（1892–1957）
- ジャック・L・ワーナー（1892–1978）
- アーヴィング・タルバーグ（1899–1936）

## おもな俳優
Category:サイレント映画の俳優

### 海外俳優
- ウィリアム・S・ハート（1864–1946）
- アラ・ナジモヴァ（1879–1945）
- トム・ミックス（1880–1940）
- アスタ・ニールセン（1881–1972）
- ジョン・バリモア（1882–1942）
- マックス・ランデー（1883–1925）
- ロン・チェイニー（1883–1930）
- ダグラス・フェアバンクス（1883–1939）
- エミール・ヤニングス（1884–1950）
- セダ・バラ（1885–1955）
- メイ・マレー（1885–1965）
- フローレンス・ローレンス (1886–1938）
- ロスコー・アーバックル（1887–1933）
- パール・ホワイト（1889–1938）
- チャールズ・チャップリン（1889–1977）
- ロナルド・コールマン（1891–1958）
- メーベル・ノーマンド（1892–1930）
- メアリー・ピックフォード（1892–1979）
- フランチェスカ・ベルティーニ （1892–1985）
- ハロルド・ロイド（1893–1971）
- リリアン・ギッシュ（1893–1993）
- ノーマ・タルマッジ（1894–1957）
- ルドルフ・ヴァレンティノ（1895–1926）
- バスター・キートン（1895–1966）
- ジョン・ギルバート（1897–1936）
- マリオン・デイヴィス（1897–1961）
- ポーラ・ネグリ（1897–1987）
- グロリア・スワンソン（1899–1983）
- コリーン・ムーア（1899–1988）
- ビーブ・ダニエルズ（1901–1971）
- ノーマ・シアラー（1902–1983）
- ドロレス・デル・リオ（1904–1983）
- アンナ・メイ・ウォン（1905–1961）
- クララ・ボウ（1905–1965）
- グレタ・ガルボ（1905–1990）
- ジョーン・クロフォード（1906–1977）
- ジャネット・ゲイナー（1906–1984）
- ルイーズ・ブルックス（1906–1985）
- ブリギッテ・ヘルム（1906–1996）
- 阮玲玉（1910–1935）

### 日本人俳優
- 尾上松之助（1875–1926）
- 井上正夫（1881–1950）
- 上山草人（1884–1954） - ハリウッドの無声映画で活動
- 早川雪洲（1886–1973） - ハリウッドやフランス、イギリスの無声映画で活動
- 岩田祐吉（1887–1980）
- 青木鶴子（1889–1961） - ハリウッドの無声映画で活動
- 諸口十九（1891-1960）
- 勝見庸太郎（1893-1962）
- 五月信子（1894–1959）
- 川田芳子（1895–1970）
- 酒井米子（1898–1958）
- 大河内傳次郎（1898–1962）
- 渡辺篤（1898–1977）
- 松井千枝子（1899–1929）
- 藤間林太郎（1899–1970）
- 高田稔（1899–1977）
- 鈴木傳明（1900–1985）
- 阪東妻三郎（1901–1953）
- 環歌子（1901–1983）
- 澤村春子（1901–1989）
- 柳さく子（1902–1963）
- 月形龍之介（1902–1970）
- 江川宇礼雄（1902–1970）
- 栗島すみ子（1902–1987）
- 浦辺粂子（1902–1989）
- 岡田嘉子（1902–1992）
- 岡田時彦（1903–1934）
- 歌川八重子（1903–1943）
- 梅村蓉子（1903–1944）
- 龍田静枝（1903–1962）
- 八雲恵美子（1903–1979）
- 嵐寛寿郎（1903–1980）
- 片岡千恵蔵（1903–1983）
- 鈴木澄子（1904–1985）
- 中野英治（1904–1990）
- 笠智衆（1904–1993）
- 筑波雪子（1906–1977）
- 市川百々之助（1906–1978）
- 瀧花久子（1906–1985）
- マキノ智子（1907–1984）
- 市川右太衛門（1907–1999）
- 大日方傳（1907–1980）
- 伏見直江（1908–1982）
- 長谷川一夫（1908–1984）
- 田中絹代（1909–1977）
- 夏川静江（1909–1999）
- 森静子（1909–2004）
- 原駒子（1910–1968）
- 及川道子（1911–1938）
- 琴糸路（1911–1956）
- 入江たか子（1911–1995）
- 川崎弘子（1912–1976）
- 市川春代（1913–2004）
- 飯塚敏子（1914–1991）
- 山田五十鈴（1917–2012）